# Ulica Boczna we Wrocławiu

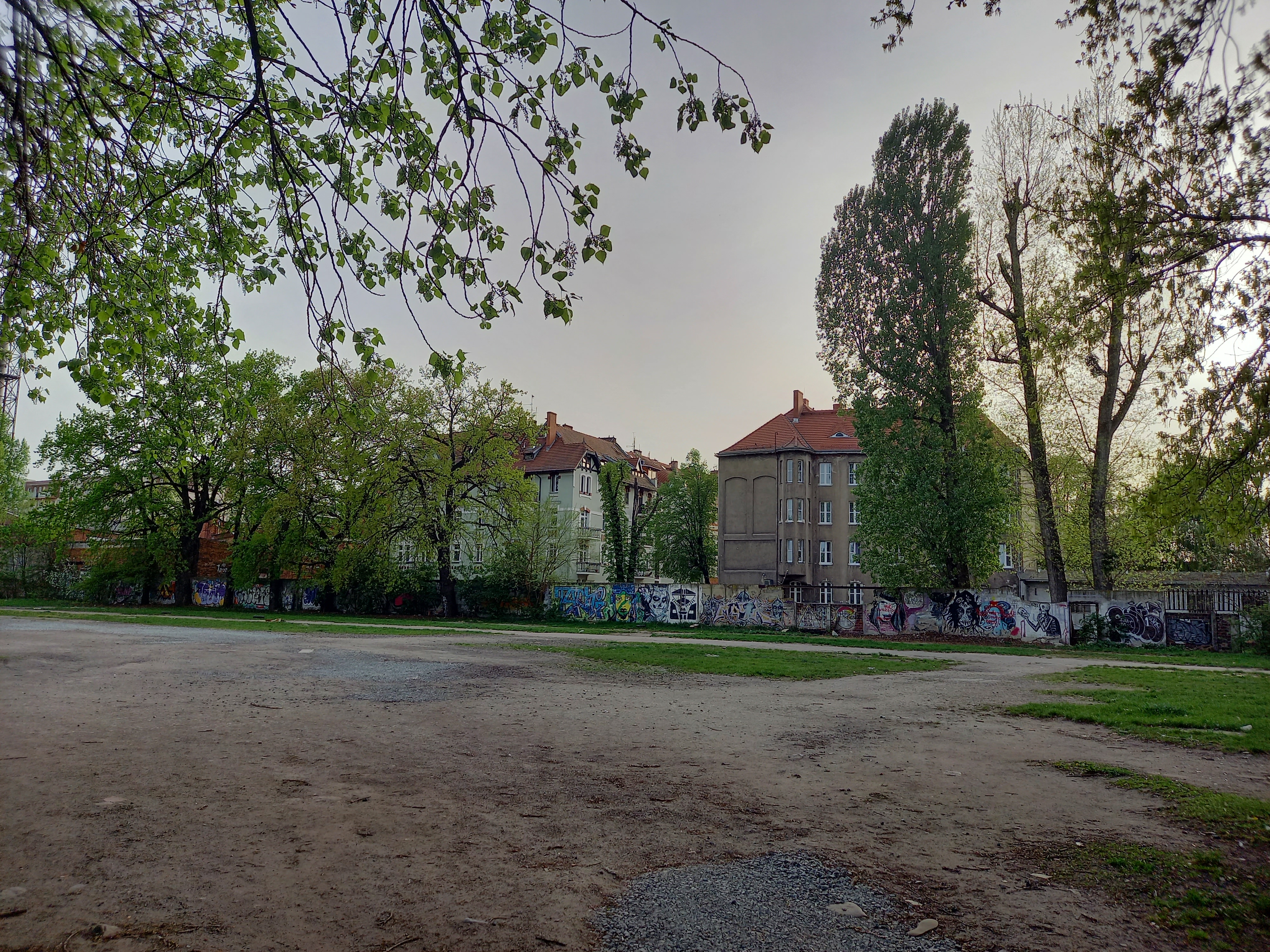
Widok od ul. Paczkowskiej, nr 12 (po prawej) i 15 (po lewej)

Ulica Boczna – ulica położona we Wrocławiu na osiedlu Huby, w dawnej dzielnicy Krzyki. Ma 181 m długości i biegnie od ulicy Hubskiej stanowiąc sięgacz. Ulica przebiega przez obszar wpisany do gminnej ewidencji zabytków pod pozycją Huby i Glinianki, którego historyczny układ urbanistyczny podlega ochronie. Ponadto przy ulicy i w najbliższym otoczeniu znajdują się obiekty wpisane do gminnej ewidencji zabytków.

## Historia
Obszar osiedla Huby przez który przebiega ulica Boczna został włączony w granice miasta w 1868 r.. Sama ulica została wytyczona tuż po włączeniu tych terenów do Wrocławia. Na południe od ulicy zbudowano w 1894 r., przy ulicy Hubskiej 44, browar R. Heina, po wojnie Browar Mieszczański. W latach 1900–1910 zbudowano tu po obu stronach ulicy ciągi czynszowych kamienic. Było ich wówczas 15.

## Nazwa
W swojej historii ulica nosiła następujące nazwy:
- Buddestrasse, do 7.03.1946 r.[5][10][11]
- Boczna, od 7.03.1946 r.[12][5][11][13].

Niemiecka nazwa ulicy Buddestrasse upamiętniała Hermanna von Budde, urodzonego 15.11.1851 r. w Bensbergu koło Kolonii, zmarłego 28.04.1906 r. w Berlinie, ministra robót publicznych. Współczesna nazwa ulicy – ulica Boczna – została nadana przez Zarząd Miejski i ogłoszona w okólniku z dnia 7.03.1946 r. nr 12.

## Układ drogowy i ulica

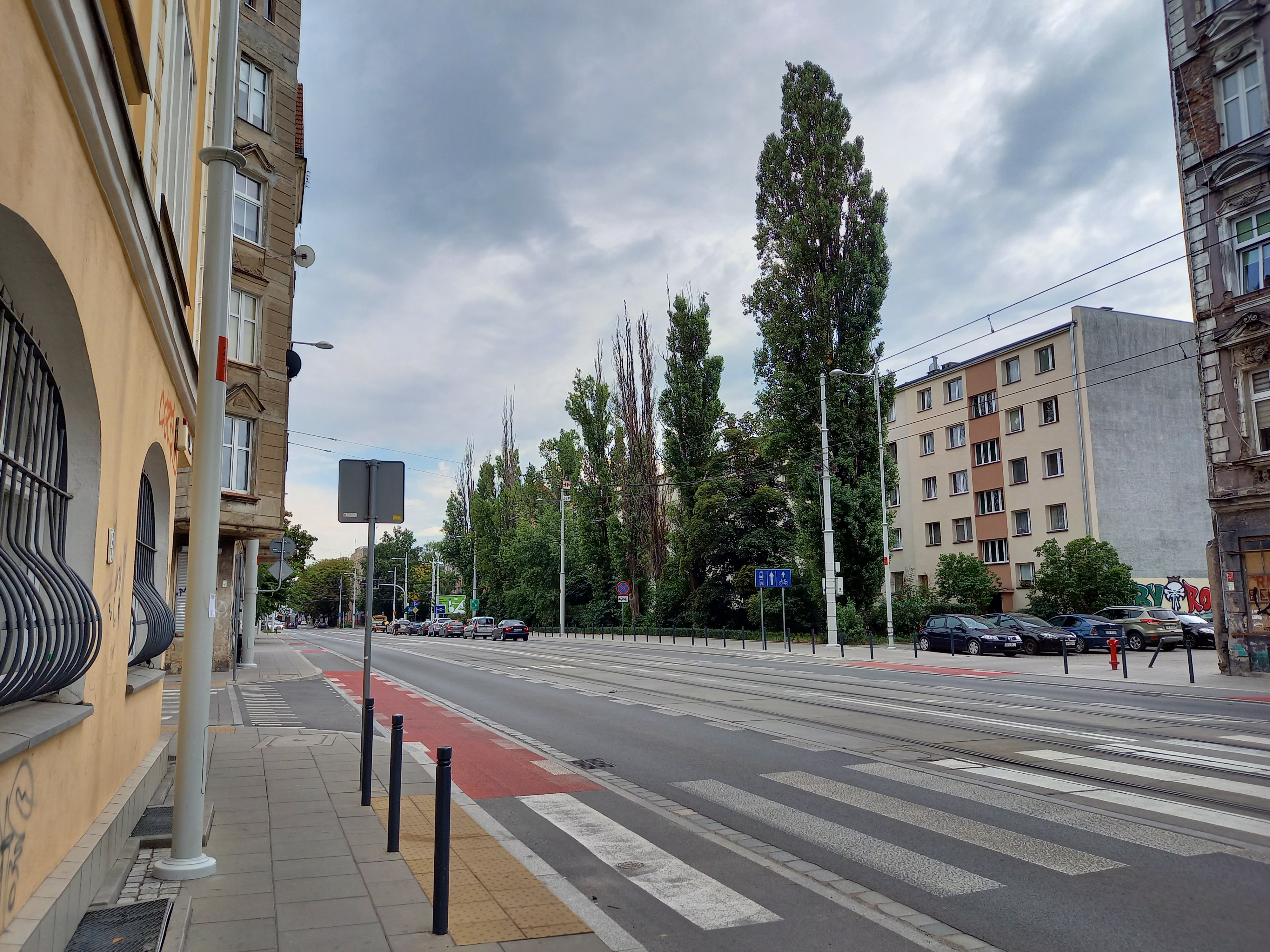
Ul. Hubska, w lewo ul. Boczna

Ulica Boczna biegnie od ulicy Hubskiej i stanowi sięgacz bez wylotu. Tym samym ulica łączy się wyłącznie z ulicą Hubską, która jako droga zbiorcza stanowi oś komunikacyjną osiedla. W jej ramach przebiega torowisko tramwajowe. W pobliżu znajduje się przystanek dla komunikacji miejskiej o nazwie "Hubska (Dawida)" dla przebiegających tu linii tramwajowych oraz autobusowych .
Do ulicy Bocznej przypisana jest droga gminna (numer drogi 105419D, numer ewidencyjny drogi G1054190264011), która obejmuje ulicę o długości 181 m klasy dojazdowej. Ulica położona jest na działce ewidencyjnej o  powierzchni 2 567 m² (2 562 m²). Nawierzchnia ulicy wykonana jest jako brukowana z kamiennej kostki granitowej, z wyjątkiem krótkiego odcinka przy skrzyżowaniu z ulicą Hubską gdzie zastosowano masę bitumiczną. Ulica przebiega przez teren położony na wysokości bezwzględnej od 120,3 do 120,5 m n.p.m.. Wskazana jest dla ruchu rowerowego w powiązaniu z drogami rowerowymi biegnącymi przy ulicy Hubskiej.

## Zabudowa i zagospodarowanie
Ulica położona jest we Wrocławiu na osiedlu Huby, w dawnej dzielnicy Krzyki. Ulica przebiega przez obszar zabudowy śródmiejskiej. Współczesna ulica Boczna jest w tym obszarze jedynie ulicą osiedlową. Dla tak ukształtowanej ulicy dominującą funkcją zabudowy jest funkcja mieszkalna i usługowa położonych tu budynków. Oprócz tego znajdują się tu obiekty biurowe i inne. Obie strony ulicy zabudowane są ciągłymi pierzejami przylegających do siebie budynków. Są to kamienice, oraz budynek w uzupełniającej zabudowie plombowej, pod numerem 4, o funkcji biurowej. Znajdujące się tu budynki mają od czterech do sześciu kondygnacji. Przy końcu ulicy znajduje się jednak zespół budynków przemysłowych pod numerem 12 (w gminnej ewidencji zabytków trzy z tych budynków w pierwszej linii zabudowy określane są jednak jako kamienica), z przeznaczeniem pod usługi, oraz zespół jednokondygnacyjnych garaży, każdy o jednym miejscu postojowym.
Wyżej opisana zabudowa otoczona jest z trzech stron terenami poprzemysłowymi. Po stronie północnej jest to zespół warsztatów i budynków handlowo-usługowych, na końcu ulicy po stronie wschodniej znajdują się dawne tereny kolejowe przy ulicy Paczkowskiej, a na południe od tej zabudowy leży teren z zabudowaniami Browaru Mieszańskiego.
Ulica przebiega przez jeden rejon statystyczny, przy czym prezentowane dane są aktualne na dzień 31.12.2020 r. Jest to rejon numer 931410 w którym zameldowanych na pobyt stały osób było 1 290, a gęstość zaludnienia wynosiła 1 171 osób/km².

## Punkty adresowe i budynki
Punkty adresowe przy ulicy Bocznej (wg stanu na 2021 r.):
- strona południowa – numery nieparzyste:
  - ulica Boczna 1[38]: kamienica[8] mieszkalna (6 kondygnacji)[39]
  - ulica Boczna 3[40]: kamienica[8] mieszkalna (4 kondygnacje)[41]
  - ulica Boczna 5[42]: kamienica[8] mieszkalna (4 kondygnacje)[43]
  - ulica Boczna 7[44]: kamienica[8] mieszkalna (5 kondygnacji)[45]
  - ulica Boczna 9[46]: kamienica[8] mieszkalna (4 kondygnacje)[47]
  - ulica Boczna 11[48]: kamienica[8] mieszkalna (4 kondygnacje)[49]
  - ulica Boczna 13[50], 15[51]: kamienica[8] mieszkalna (4 kondygnacje)[52]
- strona północna – numery parzyste:
  - ulica Boczna 2[53]: kamienica[8], funkcja biurowa (5 kondygnacji)[54]
  - ulica Boczna 4[55]: biurowiec (5 kondygnacji)[56]
  - ulica Boczna 6[57]: kamienica[8] mieszkalna (4 kondygnacje)[58]
  - ulica Boczna 8[59]: kamienica[8] mieszkalna (4 kondygnacje)[60]
  - ulica Boczna 12[61]: pozostałe budynki niemieszkalne (4 kondygnacje)[62] – w gminnej ewidencji zabytków trzy z tych budynków w pierwszej linii zabudowy określane są jednak jako kamienica[8].

## Ochrona i zabytki
Obszar przez który przebiega ulica Boczna podlega ochronie i jest wpisany do gminnej ewidencji zabytków pod pozycją Huby i Glinianki. W szczególności ochronie podlega historyczny układ urbanistyczny w rejonie ulic Suchej, Hubskiej, Kamiennej i Borowskiej, wraz z Parkiem Andersa i zajezdnią oraz osiedlem w rejonie ulic Paczkowskiej i Nyskiej kształtowany sukcesywnie w latach 60. XIX wieku oraz w XX wieku i po 1945 r. Stan zachowania tego układu ocenia się na dobry.
Przy ulicy i w najbliższym sąsiedztwie znajdują się następujące zabytki wpisane do gminnej ewidencji zabytków:
| Obiekt, położenie                                                                                             | Powstanie, rodzaj ochrony               | Fotografia |
| --- | --------------------------------------- | ---------- |
| Kamienica ulica Hubska 30/32 (strona północna ulicy)                                                          | około 1915 r. rodzaj ochrony: gez, mpzp |            |
| Kamienica ulica Hubska 34/36 (strona północna ulicy)                                                          | około 1915 r. rodzaj ochrony: gez, mpzp |            |
| Kamienica ulica Boczna 1 (strona południowa ulicy)                                                            | około 1910 r. rodzaj ochrony: gez, mpzp |            |
| Kamienica, obecnie siedziba Dolnośląskiego Przedsiębiorstwa Usługowego ulica Boczna 2 (strona północna ulicy) | około 1910 r. rodzaj ochrony: gez, mpzp |            |
| Kamienica ulica Boczna 3 (strona południowa ulicy)                                                            | około 1905 r. rodzaj ochrony: gez, mpzp |            |
| Kamienica ulica Boczna 5 (strona południowa ulicy)                                                            | około 1905 r. rodzaj ochrony: gez, mpzp |            |
| Kamienica ulica Boczna 6 (strona północna ulicy)                                                              | około 1905 r. rodzaj ochrony: gez, mpzp |            |
| Kamienica ulica Boczna 7 (strona południowa ulicy)                                                            | około 1910 r. rodzaj ochrony: gez, mpzp |            |
| Kamienica ulica Boczna 8 (strona północna ulicy)                                                              | około 1905 r. rodzaj ochrony: gez, mpzp |            |
| Kamienica ulica Boczna 9 (strona południowa ulicy)                                                            | około 1910 r. rodzaj ochrony: gez, mpzp |            |
| Kamienica ulica Boczna 11 (strona południowa ulicy)                                                           | około 1900 r. rodzaj ochrony: gez, mpzp |            |
| Kamienica ulica Boczna 12 (strona północna ulicy)                                                             | około 1920 r. rodzaj ochrony: gez, mpzp |            |
| Kamienica ulica Boczna 13 (strona południowa ulicy)                                                           | około 1905 r. rodzaj ochrony: gez, mpzp |            |
| Kamienica ulica Boczna 15 (strona południowa ulicy)                                                           | około 1910 r. rodzaj ochrony: gez, mpzp |            |

## Baza TERYT

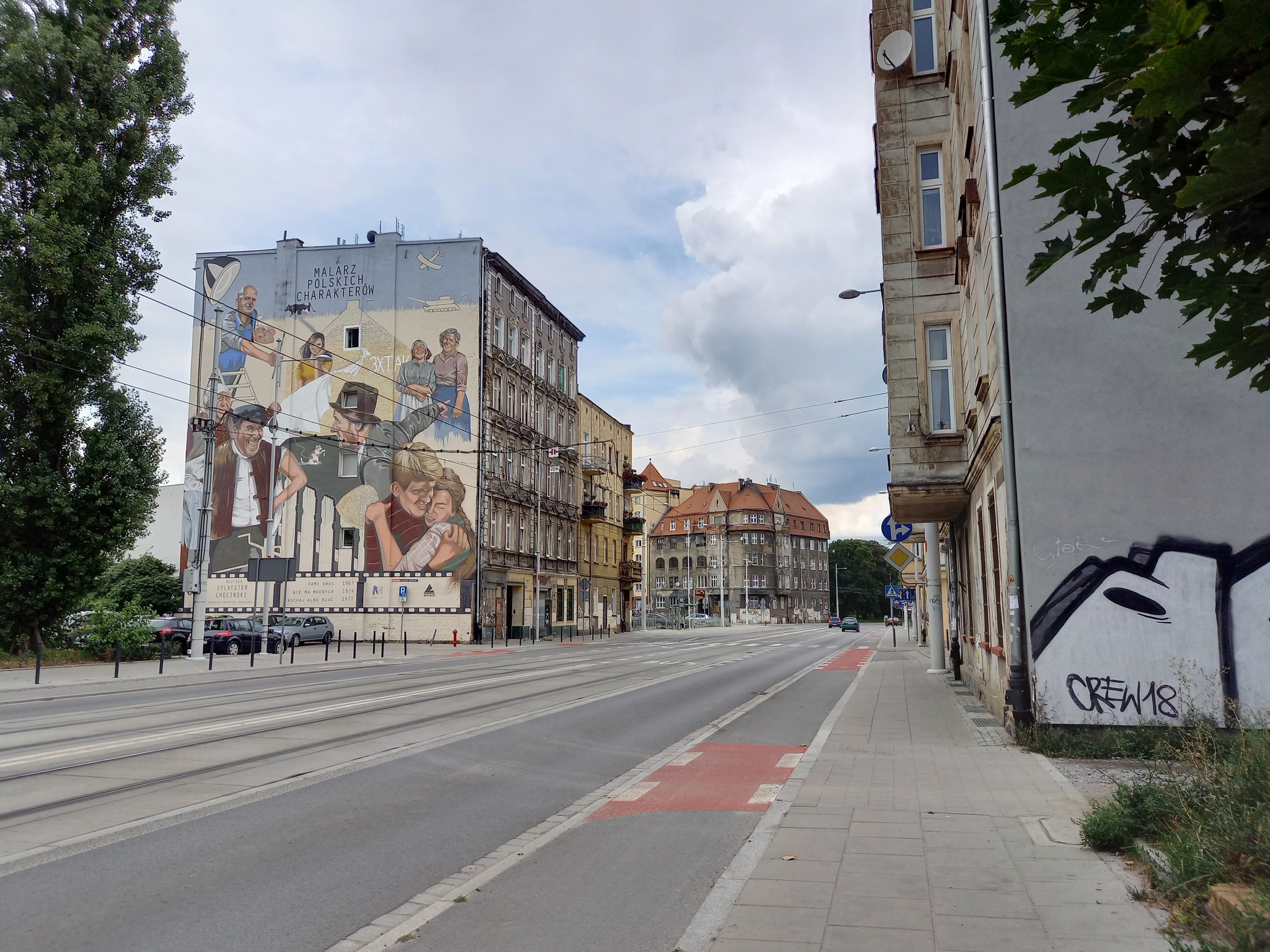
Ul. Hubska, w prawo ul. Boczna

Dane Głównego Urzędu Statystycznego z bazy TERYT, spis ulic (ULIC):
- województwo: DOLNOŚLĄSKIE (02)
- powiat: Wrocław (0264)
- gmina/dzielnica/delegatura: Wrocław (0264011) gmina miejska; Wrocław-Krzyki (0264039) delegatura
- Miejscowość podstawowa: Wrocław (0986283) miasto; Wrocław-Krzyki (0986544) delegatura
- kategoria/rodzaj: ulica
- Nazwa ulicy: ul. Boczna (01528)[97].